# Clémentine
Citrus clementina
Pour les articles homonymes, voir Clémentine (homonymie).
Ne doit pas être confondu avec Mandarine.
Espèce
Classification APG III (2009)
La clémentine est un agrume, fruit du clémentinier (Citrus × clementina), un arbre hybride de la famille des rutacées, issu du croisement entre un mandarinier (Citrus reticulata) et un oranger (Citrus sinensis).

## Origine

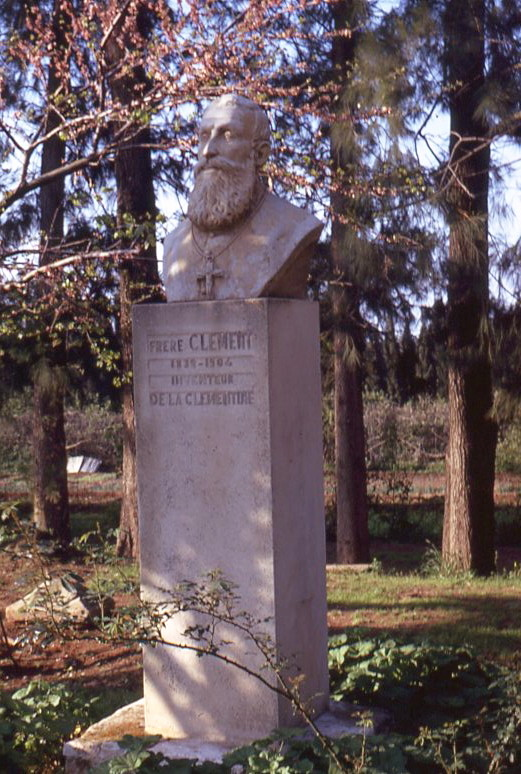
Le frère Clément est enterré à Misserghin près d'Oran.

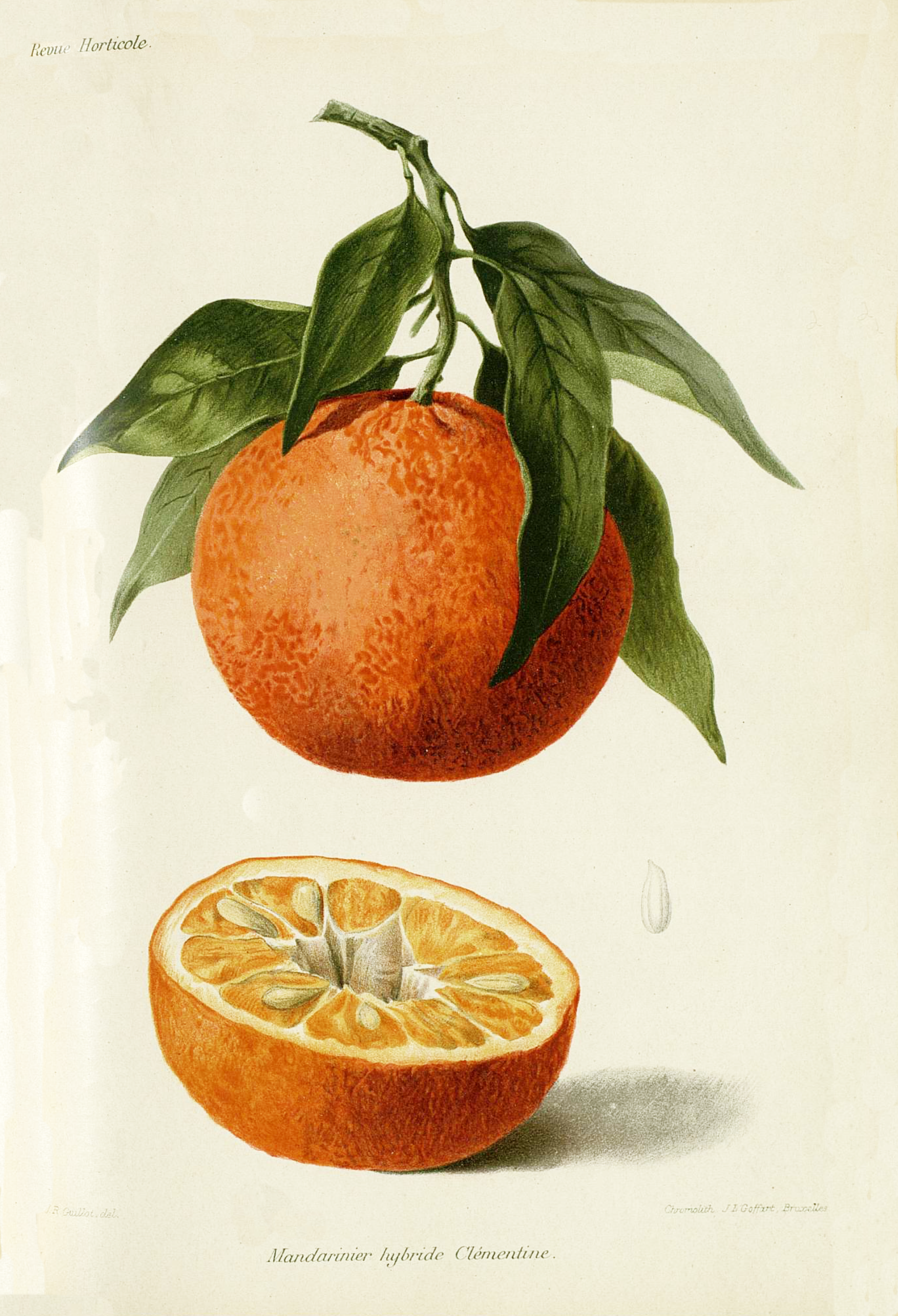
Première illustration de la clémentine en 1902.

La clémentine doit son nom au frère Clément (Vital Rodier, 1839-1904)  de la congrégation du Saint-Esprit, qui était chef des pépinières de l'orphelinat agricole de Misserghin (près d'Oran, en Algérie).
Dans son livre Les frères Courages, Mémoire Spiritaine, Études et Documents (1994), René Charrier rapporte deux versions de l'histoire du clémentinier. La première version évoque la découverte d'un arbre sauvage au bord de l'oued Misserghin par un jeune Algérien ; qui n'était ni un mandarinier ni un oranger, dont les fruits rouges délicieux et sans pépins ont intrigué le frère Clément. Ce dernier a réussi à multiplier les greffes de cet arbre pour créer le clémentinier,. La seconde version relate comment le frère Clément aurait observé une abeille butinant entre un bigaradier et un mandarinier. Après avoir attaché un ruban rouge à la fleur d'un mandarinier, il a obtenu la clémentine en récoltant le fruit issu de ce processus de fécondation croisée,.
En 1892, Louis Charles Trabut, botaniste et médecin français, lors d'une visite à la pépinière du frère Clément, remarque des plants à fructification précoces qui lui semblent d'origine hybride et dont certains produisent un fruit au goût nouveau et agréable. La clémentine a d'abord été considérée comme un hybride entre le mandarinier (Citrus deliciosa) et une variété de bigaradier à feuille de saule (Citrus salicifolia Raf. 'Granito'). Ce dernier avait été importé d'Espagne comme porte-greffe pour les cultures d'agrumes. Toutefois, des études menées en 2013 par la station INRA de San-Giuliano en Corse consacrée à l'agrumiculture, ont montré à partir de l'analyse des chromosomes qu'il s'agissait en réalité d'un hybride entre le mandarinier et l'orange douce (Citrus sinensis).
En 1902, Edouard André présente à la Société Nationale d'Agriculture de France, de la part de L. Trabut, une mandarine d'une « variété nouvelle que M. Trabut propose de nommer Clémentine, du nom d'un frère Clément qui l'a obtenue en Algérie ». Camille Jacquemond et al. (2013) prétendent que le nom avait été proposé par l'ingénieur Henri Rebour (chef du service de l'Arboriculture en Algérie) et adopté par la Société d'Horticulture d'Alger ce qui n'est pas possible puisque H. Rebour est né en 1893. L. Trabut la publie en 1926, dans le Bulletin agricole de l'Algérie, Tunisie et Maroc,,.
L'agriculture coloniale de 1907 s'intéresse à la précocité du fruit ainsi élaboré, la clémentine plait, car elle est « encore plus précoce que la mandarine commune qui vient en novembre », « début de l'octobre dans une certaine localité du Sahel d'Algérie ». 
L'amélioration variétale a donné lieu à une sélection en vue d'obtenir des fruits sans pépins et des arbres beaucoup plus productifs.

## Caractéristiques

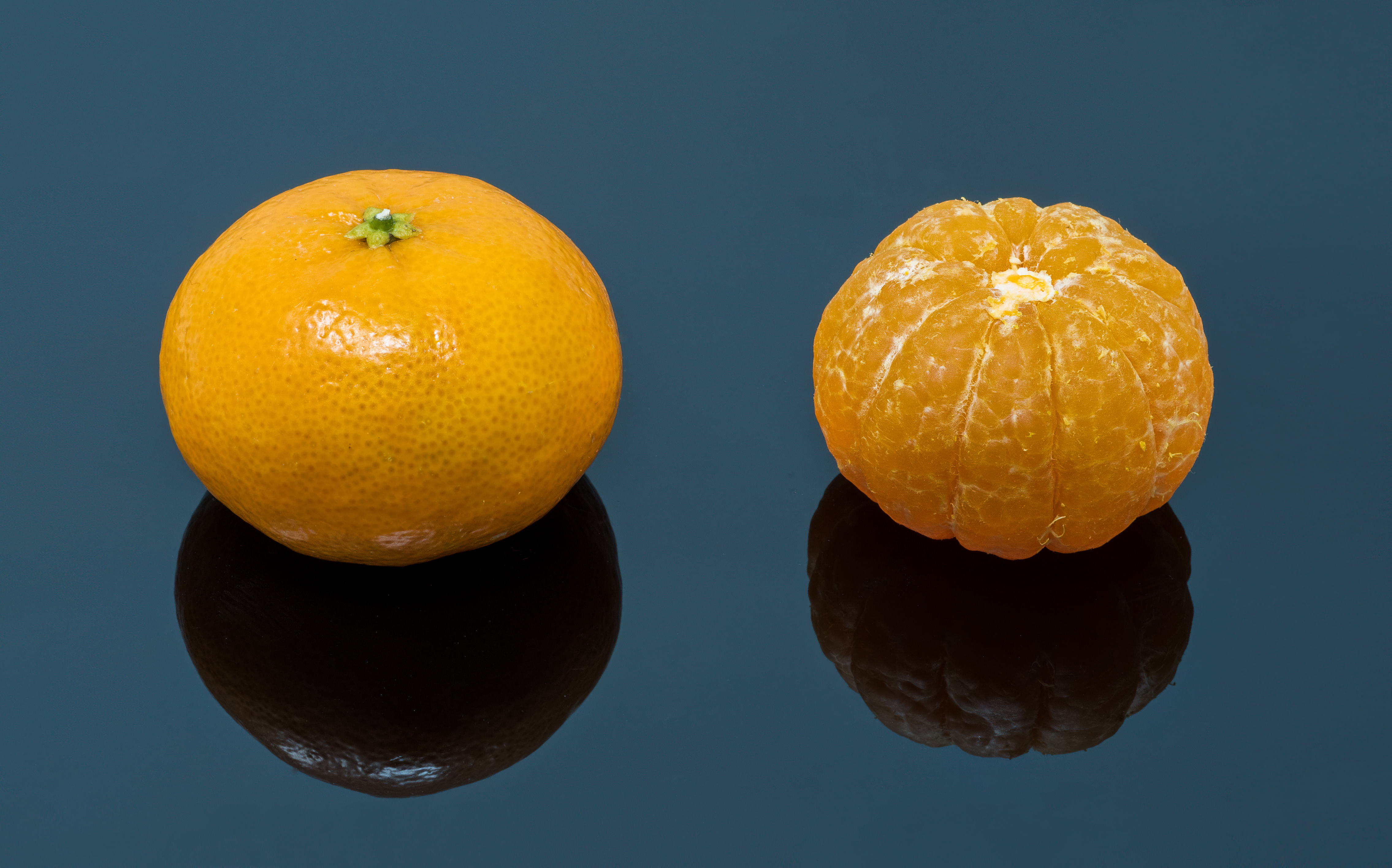
Une clémentine, puis la même pelée.

Bien que ses parents soient tous deux doués de reproduction non sexuée (polyembryonie), le clémentinier ne produit des graines qu’avec un seul embryon, celui résultant de la fécondation. Comme par ailleurs ses parents sont génétiquement diversifiés, il est une combinaison unique des deux géniteurs qu’il est peu probable de reproduire. Par conséquent, la seule manière de préserver le clémentinier et de le multiplier, est la pratique du greffage ou d'une autre technique horticole comme le bouturage ou le marcottage). Les semis donneraient des cultivars hybrides éloignés de la variété d'origine (hybrides de mandariniers par exemple). Tous les clémentiniers sont donc des clones, mais l'apparition et la sélection de mutations ont permis l'obtention de nouvelles variétés.
Henri Chapot (1963) distingue 2 types de clémentiniers : 
- La clémentine ordinaire qui est un clone auto-incompatible[17] à pollen et ovules fonctionnels, il donne des fruits rigoureusement aspermes (sans pépins) en l'absence de pollinisation étrangère. Les fruits rigoureusement sans pépins sont rares écrit-il,
- La clémentine Monréal, un clone autofertile, à pollen et ovules fonctionnels, qui donne des fruits spermés, qu'il y ait eu autofécondation ou fécondation croisée, avec toujours des pépins, même si les fruits proviennent d'une plantation absolument homogène[18]. Ce clone provient de 4 arbres initiaux de la ferme du Moulin à Perrégaux, appartenant à Vincent Monréal (1906-1979)[19], a connu un succès chez les agrumiculteurs car il est plus productif et plus hâtif[20]. Sa diffusion après la Seconde Guerre mondiale a été importante[21].

Une clémentine se divise généralement en une dizaine de quartiers. Sa peau est fine, de couleur vert-orange, non adhérente. C'est un fruit vert à maturité qui ne devient orange que sous l'effet de la baisse de température hivernale. Sa chair juteuse et acidulée est l'une des plus douces et sucrées des agrumes. Ce fruit est donc principalement consommé nature.
Le clémentinier (Citrus clementina) est un arbuste haut de 4 à 6 m, à feuilles et fleurs très parfumées. L'acidité de la clémentine a tendance à varier ; celle-ci dépend de divers facteurs :
- Les cultivars

- La température du climat : un climat chaud aurait tendance à mettre en évidence peu d'acidité tandis qu'un climat froid au contraire aurait tendance à souligner l'acidité de la clémentine.
- La concentration en acide citrique présente dans les sacs à jus de la clémentine (pH : 2,2 ou 2,3).

## Culture
La clémentine est principalement cultivée en Algérie, en Espagne, au Maroc en Tunisie, au Liban, en Italie. En France, la Corse contribue à hauteur de 98 % de la production nationale, cette dernière provenant essentiellement de la région de la plaine orientale (Aleria, Antisanti, Ghisonaccia), sous label Indication géographique protégée (IGP). Sa culture en Corse s'est développée à partir des années 1960, en bénéficiant de l’installation dans l'île de rapatriés d'Algérie.
Les premiers fruits sont récoltés dès le mois d'octobre et jusqu'à fin janvier dans l'hémisphère nord.

### Informations nutritionnelles
| Clémentine crue (valeur nutritive pour 100 g) |                              |                   |                 |
| fibres : 1,4 g                                | valeur énergétique : 46 kcal | glucides : 10,4 g | lipides : 0,2 g |
| oligo-éléments                                |                              |                   |                 |
| calcium : 26 mg                               | fer : 0,35 mg                | magnésium : 11 mg |                 |
| vitamines                                     |                              |                   |                 |
| vitamine C : 41 mg                            |                              |                   |                 |

### Variétés
Il en existe au début du XXIe siècle de nombreuses variétés plus ou moins proches de l'original disparu.
Principales variétés cultivées en Corse :
- Caffin : Azem, Bekria
- Commune 535:Tomatera: Tomentera
- Commune 92 : SRA92, Fine de Corse,Fina, Algerian, Del terrano, Sodea, Sin hueso
- Commune 63 : SRA 63, Algerian, Del terrano, Fina, Sodea, Sin hueso, SEAB 2749
- Nules : Clemenules, de Nules, Nulera, Nulesina, Reina, Reyna, Victoria

Variétés commercialisées (marché français) par ordre de précocité :
- Oronules
- Marisol
- Aroufatina
- Clemenpons
- Nules
- Berkane
- Fine de Corse
- Clémenvilla, Villa
- Nour
- Hernandine
- Ortanique
- Fortuna
- Nadorcott
- Afourer

## Anthologie
- Journal Officiel. Société Nationale d'Agriculture. 22 janvier 1902, pp. 393 et 394[25]

« M. Edouard André a présenté, de la part de M. Trabut, une mandarine qui est le produit d'une hybridation du bigaradier ordinaire avec le mandarinier proprement dit ; c'est la variété dite « clémentine » qui est appelée à un grand avenir sur le littoral de la Méditerranée. M. André a fait circuler des tranches de cette mandarine pour que les membres de la Société pussent en apprécier la saveur et le bon goût. Tous ceux qui l'ont goûtée l'ont trouvée excellente. »

## Sources
- Matières premières usuelles du monde végétal, Émile Perrot, Masson et Cie, Paris, 1944
- Louis Charles Trabut, 1902. L'hybridation des Citrus : une nouvelle Tangérine « la Clémentine ». Rev. horticole, Paris, p. 232-234. 1 planche. sur Hortalia ; en ligne sur Pl@ntUse
- Louis Charles Trabut, 1926. Les hybrides de Citrus nobilis : La Clémentine. Revue de botanique appliquée et d'agriculture coloniale, 6(60) : p. 484-489. doi : 10.3406/jatba.1926.4435 ou sur Persée ; en ligne sur Pl@ntUse
- Henri Chapot. La clémentine.  Al Awamia, 7. pp. avril 1963. Texte important avec sources.
- Geneviève de Ternant. L'orphelinat de Misserghin. L'Echo de l'Oranie. Nov.dec. 1991.
- Camille Jacquemond, Marion Heuzet et Franck Curk, Les Clémentiniers et autres petits agrumes, Éditions Quæ, 2013 (ISBN 9782759220670 et 2759220672, OCLC 869544538).
- Comment et pourquoi la clémentine ? par François Rioland (L'Echo de l'Oranie, no 101, septembre 1974)